# انتخابات ریاست‌جمهوری فنلاند (۲۰۲۴)
انتخابات ریاست جمهوری فنلاند در ۲۸ ژانویه ۲۰۲۴ و دور دوم آن در ۱۱ فوریه برگزار شد. رای‌دهندگان رئیس‌جمهور فنلاند را برای یک دوره شش ساله انتخاب کردند. رئیس‌جمهور فعلی ساولی نینیستو مدت زمان محدودی داشت و واجد شرایط نامزدی مجدد برای انتخاب مجدد نبود و حداکثر دو دوره را سپری کرده بود و اطمینان حاصل می‌کرد که رئیس‌جمهور منتخب سیزدهمین دوره کشور خواهد بود.
اگر رئیس‌جمهور جدید در دور اول در ۲۸ ژانویه با کسب بیش از نیمی از آرای معتبر انتخاب شده بود، دوره ریاست‌جمهوری آنها از اول فوریه آغاز می‌شد. با این حال، از آنجایی که هیچ نامزدی اکثریت آرا را به دست نیاورد، الکساندر اشتوب و پکا هاویستو در دور دوم در ۱۱ فوریه با کسب ۵۱/۶٪ در مقابل هاویستو ۴۸/۴٪ به رقابت پرداختند. نتیجه دور دوم نزدیکترین نتیجه در تاریخ انتخابات ریاست‌جمهوری در فنلاند و پس از آن مرحله دوم انتخابات ریاست‌جمهوری سال ۲۰۰۰ بود. اشتوب در ۱ مارس به عنوان رئیس‌جمهور در مراسم تحلیف شرکت خواهد کرد.
 